# Antwerp Tower
De Antwerp Tower is een wolkenkrabber in de Belgische stad Antwerpen. Met zijn 24 verdiepingen en 87 meter hoogte was de Antwerp Tower na de Onze-Lieve-Vrouwekathedraal en de Boerentoren het derde hoogste torengebouw van de stad. Maar bij de renovatie in 2019 werden twee verdiepingen toegevoegd, waardoor het nu het tweede hoogste gebouw in de stad geworden is, met een hoogte van 100,7 meter.

## Ligging
Het gebouw bevindt zich bij het Operaplein (Frankrijklei) en de Van Ertbornstraat, langs de De Keyserlei op ongeveer 300 meter van het station Antwerpen-Centraal en is via de Teniersplaats en de Leysstraat verbonden met de Meir, de grootste winkelstraat van Antwerpen. Aan de voorzijde van de Antwerp Tower ligt de premetrohalte 'Opera'.

## Geschiedenis

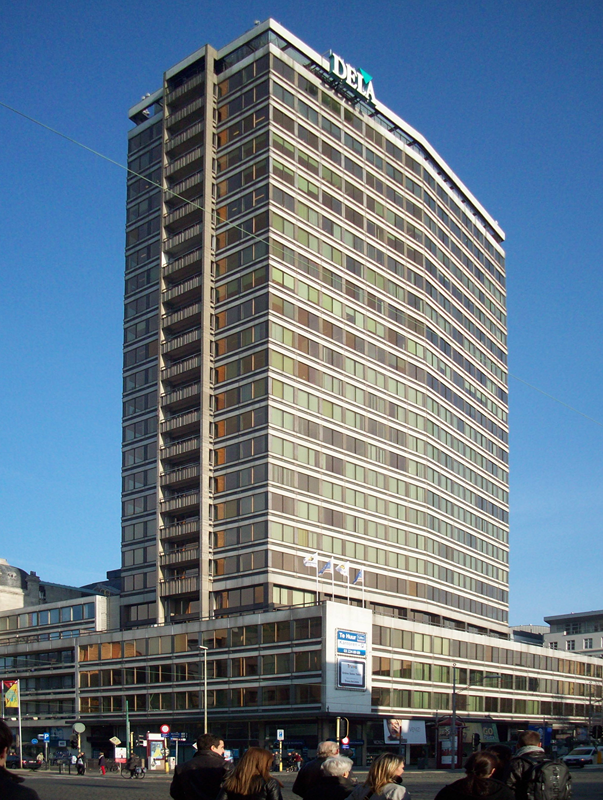
De Antwerp Tower in 2011

Omstreeks 1900 bevonden zich op de huidige locatie van de Antwerp Tower een houten danspaviljoen en een restaurant. De Duitse zakenman Nicolas Weber liet de beide gebouwen afbreken en liet er het prestigieuze 'Grand Hotel Weber' optrekken, een typisch belle-époque-gebouw met een imposante koepel en vier statige bronzen vrouwenbeelden. Na bijna twintig jaar leegstand werd het ganse complex eind jaren 60 verkocht aan de NV Groenzone. Het bedrijf sloopte het gebouw en realiseerde er namens Euramco de huidige Antwerp Tower. Ondanks protest van buurtbewoners, studenten en kunstcritici werden de plannen van de architecten Jozef Fuyen en Guy Peeters enthousiast onthaald in de pers.
Al vanaf de officiële opening op 9 mei 1974 kon de Antwerp Tower nooit helemaal de verwachtingen inlossen. Kantoorruimtes raakten maar met moeite verhuurd en zakenmensen van bedenkelijk allooi namen er hun intrek. Vooral in de jaren negentig kozen criminelen als de Israëlische Asher Doron en de Rus Riccardo Fanchini het gebouw als uitvalsbasis voor hun louche praktijken. Toch zouden ook gerenommeerde bedrijven zoals Gouden Gids België (van het Amerikaanse ITT), EPMC en Unilever er decennialang gevestigd zijn.
Tot 2006 begon aan de voet van de Antwerp Tower de helling van de 'ijzeren brug', de tijdelijke noodbrug die sinds 1972 het kruispunt van de Frankrijklei met de Franklin Rooseveltplaats overspande en het doorgaand verkeer scheidde van het lokale verkeer.

## Renovatie

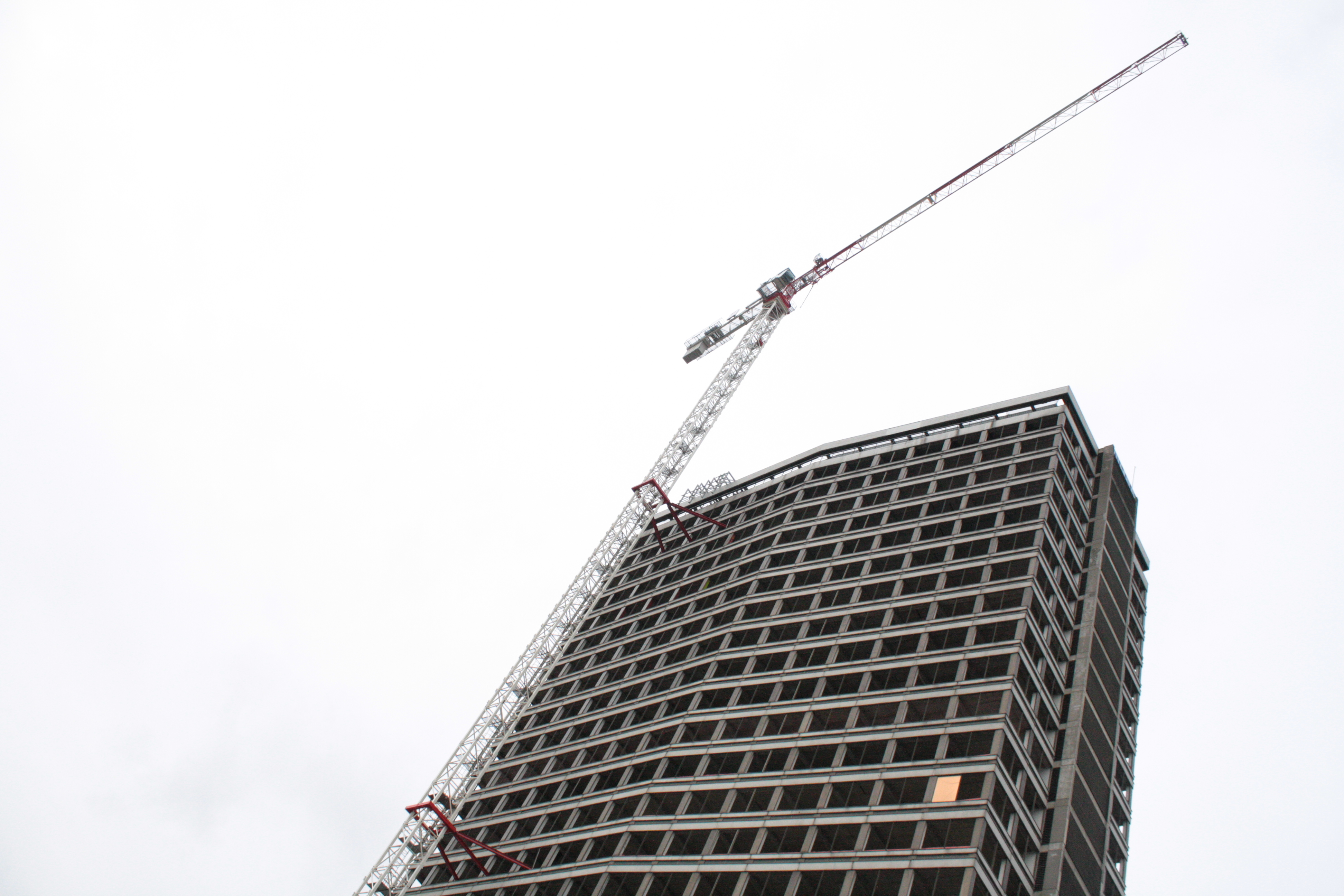
De Antwerp Tower in verbouwing (2017-2021), vanaf de De Keyserlei te Antwerpen

Sinds 2012 prijkt volgens de website StedenTripper.com de Antwerp Tower op de weinig benijdenswaardige lijst van de 18 lelijkste gebouwen van Europa, vooral omwille van zijn ongelukkige locatie. Het gebouw behoorde op dat moment toe aan de Nederlandse familiale zakengroep Klene.
In september 2012 kwam de Antwerp Tower voor zo'n 25 miljoen euro in handen van de stedelijke projectontwikkelaar Wilma Project Development, een onderdeel van de Matexi Group. Matexi plande het gebouw volledig te strippen, er een mix van 240 appartementen en penthouses, kantoren en handelszaken in onder te brengen en in de sokkel van het gebouw ruimte te voorzien voor retail, kantoren, horeca en parkeerplaatsen.
De verbouwing, volgens plannen van architect Wiel Arets, ging in september 2017 van start en werd medio 2021 afgerond. Eind 2019 werden 2 verdiepingen toegevoegd, waardoor het gebouw net iets hoger is dan de Boerentoren. De toren werd ook langer en breder waardoor het totaal bouwvolume aanzienlijk toenam.
De vernieuwde toren beschikt over 241 appartementen.

## Commerciële- en kantoorruimtes
Restaurantketens Pitaya en Hawaiian Poké Bowl openden vestigingen op het gelijkvloers. Consumentenelektronicaretailer MediaMarkt nam zijn intrek in de commerciële ruimte op de eerste verdieping. Vastgoedbedrijf Befimmo kocht drie kantoorverdiepingen aan die een Silversquare co-working area zullen huisvesten vanaf 2022.